# Seneca der Ältere

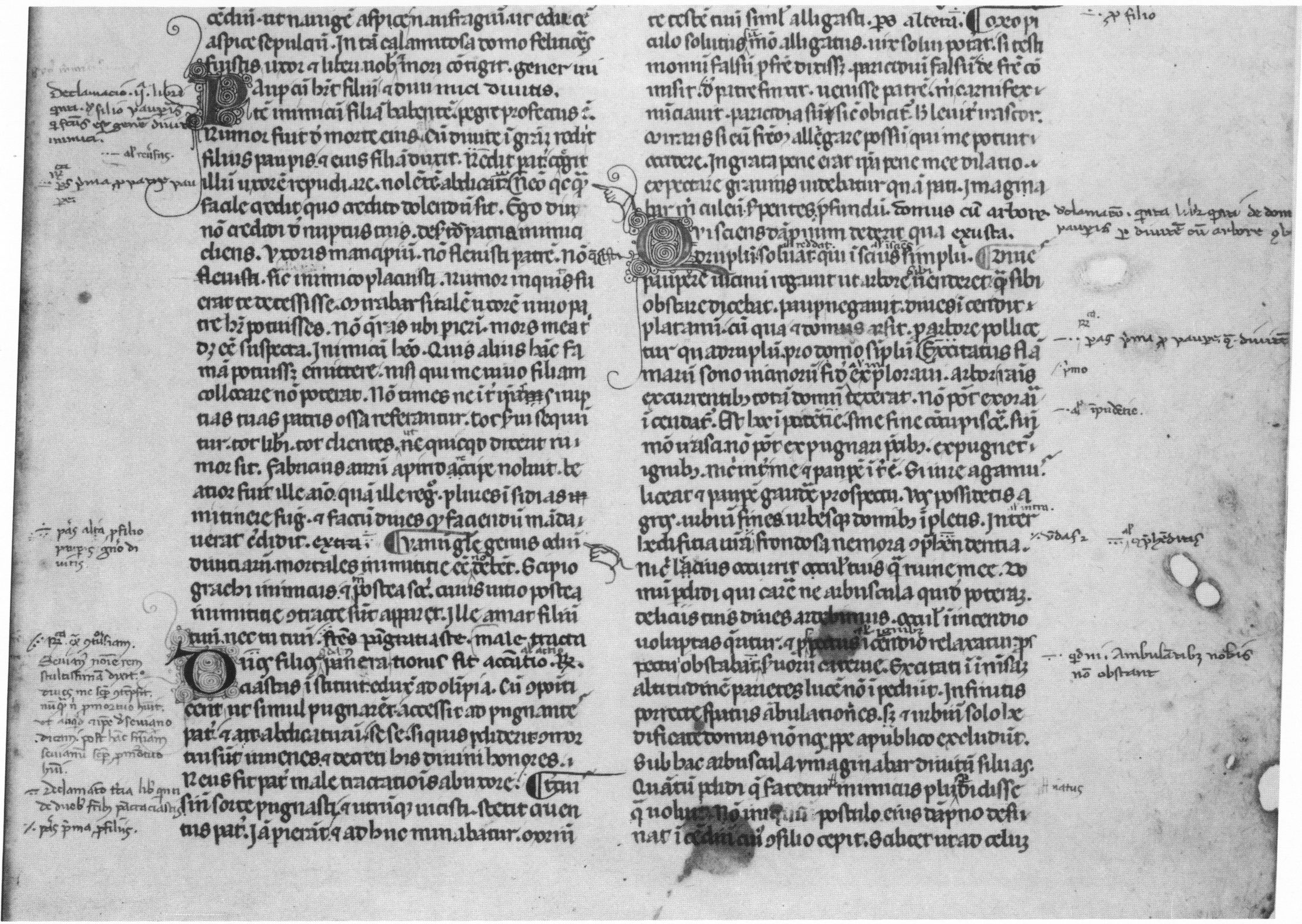
Seneca der Ältere, Controversiae mit eigenhändigen Korrekturen und Randbemerkungen des Frühhumanisten Albertino Mussato in der Handschrift Rom, Biblioteca Apostolica Vaticana, Vaticanus lat. 1769, fol. 73r (13./14. Jahrhundert)

Lucius (oder Marcus) Annaeus Seneca, auch Seneca der Ältere, Seneca Maior oder Seneca Rhetor genannt (* ca. 54 v. Chr. in Córdoba; † ca. 39 n. Chr.) war ein römischer Rhetoriker, Rhetor, Schriftsteller und Beamter aus der gens Annaea. Er war Vater von Seneca dem Jüngeren, Lucius Iunius Gallio Annaeanus und Annaeus Mela sowie über letzteren Großvater des Dichters Lucan.

## Werke
Seine als Alterswerke entstandenen Hauptwerke sind:
- Controversiae (Kontroversen), ein zehnbändiges Werk, das 74 von Rhetoren behandelte Rechtsfälle – meist in wörtlicher Rede – darstellt und eine der wichtigsten Informationsquellen über praktische Rhetorik zu dieser Zeit ist.
- Suasoriae (Ratschläge), zeigt in sieben Fällen die Erörterung mit Argumenten und Gegenargumenten.

Daneben sind noch einige Fragmente erhalten, die auf weitere Werke, u. a. eine Geschichte Roms, hinweisen. Fragmente des Geschichtswerkes Historiae ab initio bellorum civilium konnten auf Papyrusfragmenten aus Herkulaneum identifiziert werden.

## Ausgaben, Übersetzungen und Kommentare
- Michael Winterbottom (Hrsg.): The elder Seneca. Declamations in 2 volumes, Cambridge (Mass.) 1974.
- Lennart Håkanson (Hrsg.): L. Annaeus Seneca maior. Oratorum et rhetorum sententiae divisiones colores, Leipzig 1989.
- Seneca der Ältere: Sentenzen, Einteilungen, Färbungen von Rednern und Redelehrern, Übers. und Anm. von Otto und Eva Schönberger, Würzburg 2004.
- Stefan Feddern (Hrsg.): Die Suasorien des älteren Seneca. Einleitung, Text und Kommentar, Berlin [u. a.] 2013.